# Breutelia grandis
Breutelia grandis är en bladmossart som beskrevs av Jean Édouard Gabriel Narcisse Paris 1894. Breutelia grandis ingår i släktet gullhårsmossor, och familjen Bartramiaceae. Inga underarter finns listade i Catalogue of Life.